# Fjodor Pirozki

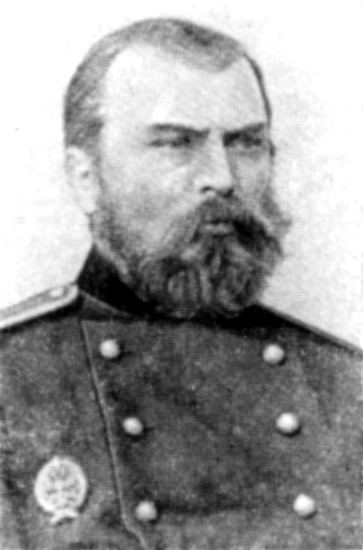
Fjodor Pirozskij

Fjodor Apollonowitsch Pirozkij (russisch Фёдор Аполло́нович Пиро́цкий Fjodor Apollonowitsch Pirozki) (* 17. Februarjul. / 1. Märzgreg. 1845 auf dem Gute Sentscha, Ujesd Lochwiza, Gouvernement Poltawa, Russisches Reich; † 28. Februarjul. / 12. Märzgreg. 1898 in Aljoschki, Gouvernement Taurien, Russisches Reich) war ein russischer Offizier im Artilleriedienst und Ingenieur, der in seiner Freizeit mit Elektrizität experimentierte, insbesondere mit elektrischen Antrieben. Er war einer der ersten, der eine Straßenbahn mit Elektroantrieb erfand – parallel zu Werner von Siemens.

## Leben
Fjodor Apollonowitsch Pirozkij wurde auf dem Gute Sentscha in der heutigen Oblast Poltawa in eine Familie eines Militärarztes geboren. Väterlicherseits stammte er aus der Kosakenfamilie Pirozkij, mütterlicherseits aus dem russischen Adelsgeschlecht der Borsukow.
Er studierte in Sankt Petersburg, wo er 1866 die Konstantin- und die Michael-Artillerieakademie in St. Petersburg absolvierte. Anschließend war er bei der Artillerieeinheit der Kiewer Festung stationiert.

## Elektrischer Antrieb von Schienenfahrzeugen

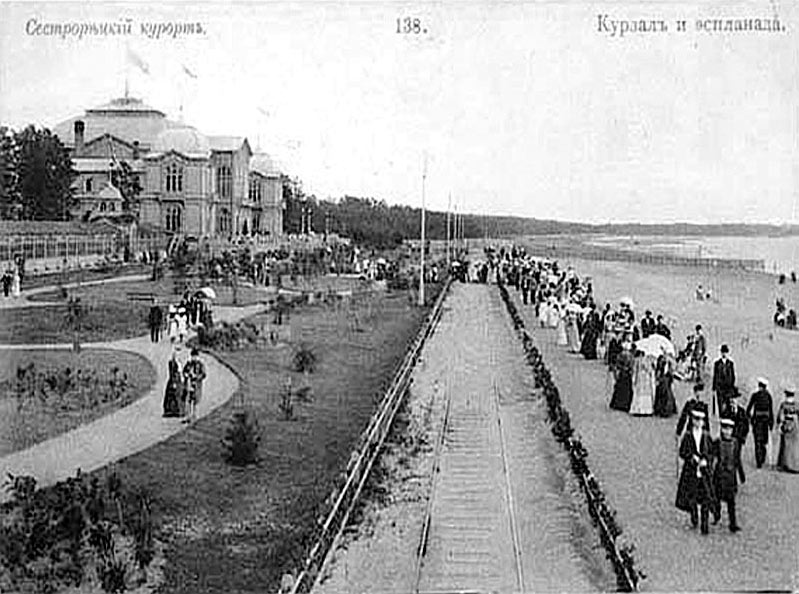
Strandpromenade und ungenutzte Tramgleise in Sestrorezk um 1900

Ein enger Freund und Mentor von Pirozkij in Fragen der Experimente mit Elektrizität war der Erfinder Pawel Nikolajewitsch Jablotschkow. Ab 1874 experimentierte Pirozkij mehrere Jahre lang mit der Übertragung von elektrischer Energie über längere Strecken. Als Versuchsobjekt diente ihm ein stillgelegtes, einen Kilometer langes Anschlussgleis in Sestrorezk. Die Schienen waren gegenüber dem Untergrund isoliert.
Die Elektroversorgung erfolgte durch einen Grammeschen Gleichstromgenerator. Im Rahmen der Versuche stellte er fest, dass mit diesem Prinzip kleinere Elektromotoren, zum Beispiel für Loren, angetrieben werden können. Im August 1876 veröffentlichte er seine Ergebnisse in der Zeitschrift Ingenieur-Journal und machte sie unter anderem der Firma Siemens zugänglich.
Ab dem 3. September 1880 führte Pirozkij auf einer etwa 1 km langen Vorortstrecke des Sankt Petersburger Straßenbahnnetzes bei Sankt Petersburg sein System vor. In einen der üblichen doppelstöckigen Pferdebahnwagen hatte er einen Elektromotor eingebaut und ließ ihn mit dessen Kraft auf der Strecke fahren. Er warb für sein System, in dem er auf die preiswerten Umrüstkosten (keine Masten, keine Mittelschiene) verwies. 1881 wurden seine Ergebnisse auf der Internationalen Elektrizitätsausstellung in Paris vorgestellt. Nach seinem System wurde 1883 in Brighton in Großbritannien Volk’s Electric Railway eröffnet.

## Weiteres Leben
Schon vor den Bahnantriebsexperimenten hatte er eine elektrische Belüftung für Backöfen entworfen. 1881 verlegte er die erste unterirdische Stromleitung von St. Petersburg. Er veröffentlichte Vorschläge für eine unterirdische zentrale Elektrizitätsversorgung.
1888 quittierte er den Dienst beim Militär und zog nach Oleschky im Süden des russischen Reiches, wo er von seiner staatlichen Pension lebte.